# Хомячок Соколова
Хомячок Соколова (лат. Cricetulus sokolovi) — грызун из рода серых хомячков из группы видов Cricetulus barabensis. Обитает в Долине Больших Озёр в Монголии, и к востоку от неё вплоть до монголо-китайской границы. Вероятно, обнаружение в Китае, но строгих подтверждений этому нет, так как кариотип у китайских экземпляров не описан. 

## История описания
Первоначально южные представители группы видов Cricetulus barabensis  на основании особенностей кариотипа и отличий в окраске были выделены в отдельный вид — гобийский хомячок Cricetulus obscurus Milne-Edwards, 1868. Однако позднее было решено, что данное Мильн-Эдвардсом название Cricetulus obscurus — младший синоним Cricetulus barabensis. Новое название для вида было предложено в честь российского зоолога В. Е. Соколова.

## Описание
Длина тела — 81—113 мм, длина хвоста — 21—29 мм, уши — 13—19 мм. Шерсть на верхней части серого цвета с ореховым и желтоватым оттенком. По хребту от шеи до хвоста проходит темная размытая полоска. На ушных раковинах светлая краевая каёмка. Подошвы лапок покрыты редкими волосками. По общему тону окраски (не считая присутствия полоски) напоминает длиннохвостого хомячка, но светлее, чем последний, и более желтовато-рыжий. Мех снизу светло-серого цвета. Уши имеют тот же цвет, как верхняя часть, но с тёмно-коричневым пятном в центре. Диплоидное число хромосом, как и у барабинского, равно 20, но морфология хромосом совершенно иная.

## Ареал и места обитания
Долина Озёр и полупустынная зона северной Гоби. Крайняя западная точка ареала находится в Шаргын Гоби, от неё ареал узкой полосой тянется  на юго-восток по предгорьям Гобийского Алтая и, выходя за пределы этой горной цепи, достигает границы Китая в окрестностях города Замын-Уудэ. Крайняя северо-восточная точка ареала (возможно, изолированная) находится в окрестностях гор Чойр у одноимённой станции железной дороги Улан-Батор—Пекин.
Считается, что в Китае отмечен в двух точках на территории Внутренней Монголии. Одна из них в окрестностях города Эрэн-Хото с большой вероятностью относится к данному виду, так как этот хомяк достоверно обитает прямо через границу около монгольского населенного пункта Замын-Уудэ. Вторая точка, расположенная южнее, требует подтверждения. Цитогенетическая или молекулярно-генетическая диагностика Cricetulus sokolovi с территории КНР пока не проводилась. 
Селится преимущественно в закреплённых песках, поросших караганой и селитрянкой. Заселяет понижения у родников в зарослях чия и кустарников.

## Экология
Почти не изучена. Питается семенами и насекомыми.